# 18800 Terresadodge
18800 Terresadodge è un asteroide della fascia principale.
Scoperto nel 1999, presenta un'orbita caratterizzata da un semiasse maggiore pari a 2,6902452 UA e da un'eccentricità di 0,1057086, inclinata di 5,17844° rispetto all'eclittica.